# Suedehead
Suedehead ou sued foi uma tendência skinhead surgida entre 1970 e 1973.

## História

### Raízes
Em 1969, ano considerado apogeu do skinhead como cultura urbana na Inglaterra, os skinheads eram numerosos nas grandes e pequenas cidades inglesas, em cada bairro havia uma turma e perambulavam pelas cidades em grandes grupos. Outro fato que marca 1969 como o ano da grande onda skinhead, é que foi nessa época que surgiram os pricipais costumes e tradições da cultura skinhead, como ir a estádios de futebol, lotar as festas de ska/reggae, longas noites de bebedeira e algumas brigas locais.

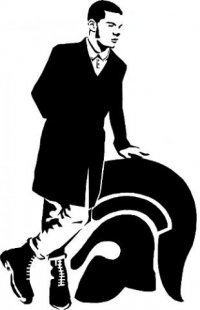

A geração de 1969 chegou a ser um fenômeno, pois socialmente estes jovens reverenciavam culturas do "povão" inglês cativando os jovens operários e filhos de operários a aderirem ao movimento. Um aspecto que ajudou nessa geração, foi a forte presença dos imigrantes no meio skinhead, jovens jamaicanos ou de origem das Antilhas, e emigrantes de partes mais pobres da Grã-Bretanha como Irlanda e Escócia, todos com uma condição social muito parecida.
Depois de 1969 e começo dos anos 70, os skinheads passaram a se inclinar em tendências fruto dos costumes skinheads de 1969. Uma dessas tendências são os bootboys, skinheads frequentadores assíduos dos estádios de futebol (hooligans). Essas tendências não eram praticamente uma vertente, mas sim preferências, dentro dos recém formados costumes do skinhead. Também nota-se na época a inclinação classista que alguns skinheads demonstraram.

### Suedeheads
Os suedeheads é outra dessas tendências, formada por skinheads frequentadores das festas de ska, reggae, rocksteady e northern soul que lotavam as entradas dos clubes e bailes, e como 1969 ainda era recente, havia uma enorme influência do universo mod, tanto no seu lado musical, visual e no seu estilo de vida.
O estilo de vida dos suedeheads tinha um certo sentido revival, mais de maneira bem mais moderna que ajudou a fundar costumes no meio skinhead. Assim como os mods, eles cultuavam scooters Lambretta e Vespa, gostavam de cultuar a imagem, estavam sempre arrumados, alinhados, botas e sapatos bem polidos. Também estavam sempre em festas, envolvidos na vida noturna.
Os suedeheads foram responsáveis por popularizar muitas das marcas de roupas conhecidas hoje em dia como marcas tradicionais da cultura skinhead. Enquanto os bootboys saqueavam lojas e usavam roupas como Lonsdale, Warriors e Adidas, os suedeheads usavam camisas polos Fred Perry, Ben Sherman roupas e acessórios da Merc, sueters sem manga, sobre-tudo alinhado. Com a popularização do reggae na Inglaterra em 1970, os suedeheads viram um sinal de que sua cultura podia continuar moderna e viva nas festas de ska/reggae.
A gravadora Trojan Records que foi uma das responsáveis pela difusão e propaganda do reggae na Inglaterra, chegou a lançar em 1971 um box com 50 músicas em homenagem aos suedeheads londrinos. A box mostra faces do ska/reggae mais moderno, como Lee Perry ("Jungle Lion" e "Black Ipa") e Toots and The Maytals ("Louie Louie").